# 뉴욕의 왕
《뉴욕의 왕》(A King in New York)은 1957년 찰리 채플린이 제작한 영화다. 이 영화는 채플린이 미국에서 쫓겨난 후 만들어서 영화사는 아티카-아치웨이 영화사이고 채플린이 주연을 한 영화로는 마지막 영화이다. 채플린의 마지막 영화는 <홍콩에서 온 백작부인>이다.

## 줄거리
유럽의 작은 나라인 에스트로비아에서 민중들의 혁명으로 국왕인 샤도프 왕은 나라의 재산을 갖고 뉴욕으로 피신한다. 그러나 다음 날 수상인 보델 박사가 그 돈을 다 훔친 후 남미로 갔다는 것을 알게 된 샤도프 왕은 절망에 빠진다. 그런데 호텔 옆 방에 앤 케이는 샤도프 왕이 무척 재미있는 분이다고 생각하여 샤도프 왕을 만찬에 초대한다. 그 만찬은 사실 몰래카메라가 있는 앤 케이의 버라이어티 쇼였다.
방송 후 유명해진 샤도프 왕은 광고도 찍고 여러 곳에도 간다. 물론 어마어마한 돈들도 받는다. 그러던 어느 날 왕은 특수 진보 학교에 가 어떤 애하고 논쟁을 벌인다. (그 아이는 무정부주의를 주장한다.) 살짝 기분이 나빠진 왕은 다시 어느 날 그 아이를 눈이 내리는 길거리에서 만난다. 그 아이를 자신의 객실에 머물게 한다. 그런데 이 아이의 아버지와 어머니가 공산주의자라 샤도프 왕은 이 아이를 데리고 있었다고 의회에 가게 된다. 그러나 의회에서 친근한 모습을 보이며 무죄가 입증되었고 샤도프 왕은 왕비와의 화해를 꿈꾸며 파리로 가려고 한다. 떠나기 전 샤도프 왕은 아이가 부모를 석방시키기 위해 위원회에 정보를 주었다는 사실을 알게 되고 위로해준다. 그리고 몇 시간 후 샤도프 왕은 비행기를 타고 뉴욕과의 작별을 고한다.

## 캐스트
- 샤도프 왕 - 찰리 채플린
- 앤 케이 - 돈 애덤스
- 에스트로비아 대사 - 올리버 존스톤
- 아이 (루퍼트) - 마이클 채플린

## 채플린의 영화
- 이전편 : 라임라이트
- 다음편 : 홍콩에서 온 백작부인

## 같이 보기
- 찰리 채플린의 영화 목록